# Robert Hays
Robert Hays (n. 24 iulie 1947, Bethesda⁠(d), comitatul Montgomery, Maryland, SUA) este un actor american de film și televiziune. A devenit cunoscut datorită următoarelor roluri: Bradley Benson în sitcomul Angie⁠(d) (1979-1980) și Ted Stricker în lungmetrajele Avionul buclucaș (1980) și  Avionul buclucaș II: Continuarea (1982). Acesta a mai apărut în Take This Job and Shove It⁠(d) (1981), Starman⁠(d) (1986-1987), FM⁠(d) (1989-1990), Homeward Bound: The Incredible Journey⁠(d) (1993), Iron Man⁠(d) (1994) și  That '70s Show (2000).

## Cariera
În 1977, Hays a jucat rolul unui caporal într-un episod din serialul de televiziune Wonder Woman⁠(d). A apărut în mai multe seriale de scurtă durată, inclusiv în The Young Pioneers⁠(d), Angie, Starman și FM.
A fost ales să-l interpreteze pe pilotul tulburat Ted Striker în filmul Avionul buclucaș (1980), o satiră a seriei de filme Airport⁠(d), și în continuarea sa Avionul buclucaș II: Continuarea. În 1981, a fost gazda serialului de de comedie sketch⁠(d) Saturday Night Live. De asemenea, a apărut în mai multe episoade din sitcomul That '70s Show.
A avut un rol de voce în desenul animat Omul de Oțel⁠(d). În 2013, Hays a apărut într-un spot de promovare a turismului în statul Wisconsin alături de regizorul David Zucker⁠(d).

## Viața personală
Hays s-a căsătorit cu cântăreața Cherie Currie⁠(d) pe 12 mai 1990. Cei doi au împreună un fiu. Hays și Currie au divorțat în 1997.

## Filmografie

### Film
| An   | Titlu                                              | Rol                     | Note                                                 |
| ---- | -------------------------------------------------- | ----------------------- | ---------------------------------------------------- |
| 1980 | Airplane!                                          | Ted Striker             | Titlu alternativ: Flying High!                       |
| 1981 | Take This Job and Shove It                         | Frank Macklin           |                                                      |
| 1982 | Airplane II: The Sequel                            | Ted Striker             | Titlu alternativ: Flying High II: The Sequel         |
| 1983 | Trenchcoat                                         | Terry Leonard           |                                                      |
| 1983 | Utilities                                          | Bob Hunt                |                                                      |
| 1983 | Touched                                            | Daniel                  |                                                      |
| 1984 | Scandalous                                         | Frank Swedlin           |                                                      |
| 1985 | Cat's Eye                                          | Johnny Norris           | Titlu alternativ: Stephen King's Cat's Eye           |
| 1989 | Honeymoon Academy                                  | Sean Mcdonald           | Titlu alternativ: For Better or For Worse            |
| 1992 | Fifty/Fifty                                        | Sam French              |                                                      |
| 1993 | Homeward Bound: The Incredible Journey             | Bob Seaver              |                                                      |
| 1993 | Partners                                           | Grave Squad Lawyer      | Scurtmetraj                                          |
| 1994 | Raw Justice                                        | Mitch McCullum          | Titluri alternative: Good Cop, Bad Cop și Strip Girl |
| 1994 | No Dessert, Dad, till You Mow the Lawn             | Ken Cochran             |                                                      |
| 1995 | Cyber Bandits                                      | Morgan                  |                                                      |
| 1996 | Homeward Bound II: Lost in San Francisco           | Bob Seaver              |                                                      |
| 1999 | An American Tail: The Mystery of the Night Monster | Reed Daley (voce)       |                                                      |
| 2000 | Dr. T & the Women                                  | Harlan                  |                                                      |
| 2001 | Sex and a Girl                                     | Dan                     | Titlu alternativ: Alex in Wonder                     |
| 2001 | The Retrievers                                     | Tom Lowry               |                                                      |
| 2004 | The Nutcracker and the Mouse King                  | Squeak (voce)           | Dublaj în limba engleză                              |
| 2005 | Freezerburn                                        | Michael Reed the Talent |                                                      |
| 2007 | Universal Remote                                   | Dr. Anderson            |                                                      |
| 2007 | Nicky's Birthday Camera                            | Bob                     |                                                      |
| 2008 | Superhero Movie                                    | Blaine Riker            |                                                      |
| 2013 | Paranormal Movie                                   | Director                |                                                      |
| 2016 | Miracle in the Valley                              | Pastorul Reign          |                                                      |

### Televiziune
| An      | Titlu                                     | Rol                                   | Note                                                                   |
| ------- | ----------------------------------------- | ------------------------------------- | ---------------------------------------------------------------------- |
| 1975    | The Rockford Files                        | Darren Weeks                          | Episodul: "The Deep Blue Sleep"                                        |
| 1975    | Marcus Welby, M.D.                        | Polițistul Gilpin / Polițistul Hanson | 3 episoade                                                             |
| 1976    | The Streets of San Francisco              | Lester                                | Episodul: "Judgment Day"                                               |
| 1976    | Cannon                                    | Michael Narak                         | Episodul: "Bloodlines"                                                 |
| 1976    | Young Pioneers                            | Dan Gray                              | Film de televiziune                                                    |
| 1976    | Laverne & Shirley                         | Tom                                   | Episodul: "Dating Slump"                                               |
| 1976    | The Blue Knight                           | Polițistul Wells                      | 4 episoade                                                             |
| 1976    | Spencer's Pilots                          | Jack                                  | Episodul: "The Hitchhiker"                                             |
| 1976    | Most Wanted                               | Bruce Collins                         | Episodul: "The Heisman Killer"                                         |
| 1976    | Young Pioneers' Christmas                 | Dan Gray                              | Film de televiziune                                                    |
| 1977    | Wonder Woman                              | Caporal Jim Ames                      | Episodul: "Wonder Woman in Hollywood"                                  |
| 1977    | Delta County, U.S.A.                      | Bo                                    | Film de televiziune                                                    |
| 1978    | The Love Boat                             | Sam Bradley                           | Episodul: "Family Reunion"                                             |
| 1978    | The Initiation of Sarah                   | Scott Rafferty                        | Film de televiziune                                                    |
| 1978    | The Young Pioneers                        | Dan Gray                              | Miniserie                                                              |
| 1978    | Almost Heaven                             | Dave Leland                           | Film de televiziune                                                    |
| 1978    | Will Rogers: Champion of the People       | Will Rogers                           | TV special                                                             |
| 1979    | The Fall of the House of Usher            | Jonathan Cresswell                    | Film de televiziune                                                    |
| 1979–80 | Angie                                     | Brad Benson                           | 36 de episoade                                                         |
| 1979    | Battle of the Network Stars VII           | Robert Hays                           | TV special                                                             |
| 1980    | Battle of the Network Stars VIII          | Robert Hays                           | TV special                                                             |
| 1980    | The Girl, the Gold Watch & Everything     | Kirby Winter                          | Film de televiziune                                                    |
| 1981    | Saturday Night Live                       | Robert Hays/ Gazdă                    | Episodul: "Robert Hays/14 Karat Soul/Joe 'King' Carrasco & The Crowns" |
| 1981    | California Gold Rush                      | Bret Harte / Narator                  | Film de televiziune                                                    |
| 1982    | The Day the Bubble Burst                  | Gregory Winslow                       | Film de televiziune                                                    |
| 1984    | Mister Roberts                            | Locotenentul Douglas Roberts          | Film de televiziune                                                    |
| 1986–87 | Starman                                   | Paul Forrester                        | 22 de episoade                                                         |
| 1987    | Murder by the Book                        | D.H. Mercer / Biff Deegan             | Film de televiziune                                                    |
| 1989–90 | FM                                        | Ted Costas                            | 13 episoade                                                            |
| 1990    | Running Against Time                      | David Rhodes                          | Film de televiziune                                                    |
| 1992    | The Larry Sanders Show                    | Robert Hays                           | Episodul: "The Garden Weasel"                                          |
| 1992    | Hot Chocolate                             | Eric Ferrier                          | Film de televiziune                                                    |
| 1993    | Cutters                                   | Joe Polachek                          | 5 episoade                                                             |
| 1993    | Sex, Shock and Censorship in the '90s     | Martin Day                            | TV special                                                             |
| 1994–96 | Iron Man                                  | Tony Stark / Omul de oțel(voce)       | 26 de episoade                                                         |
| 1995    | Deadly Invasion: The Killer Bee Nightmare | Chad Ingram                           | Film de televiziune                                                    |
| 1995    | Vanished                                  | John Taylor                           | Film de televiziune                                                    |
| 1996    | Guys Like Us                              | Mike Hanson                           | Episodul: "Pilot"                                                      |
| 1996    | The Abduction                             | Paul Olavsky                          | Film de televiziune                                                    |
| 1996    | Unabomber: The True Story                 | David Kaczynski                       | Film de televiziune                                                    |
| 1996    | The Incredible Hulk                       | Tony Stark / Omul de oțel (voce)      | Episodul: "Helping Hands, Iron Fist"                                   |
| 1996    | Touched by an Angel                       | Scott Walden                          | Episodul: "Groundrush"                                                 |
| 1996–97 | Spider-Man                                | Tony Stark / Omul de oțel (voce)      | 6 episoade                                                             |
| 1996    | Christmas Every Day                       | Henry Jackson                         | Film de televiziune                                                    |
| 1997    | Superman: The Animated Series             | Edward Lytener / Luminus (voce)       | 2 episoade                                                             |
| 1997    | Promised Land                             | Mark Gerhart                          | Episodul: "Mr. Muscles"                                                |
| 1997    | I'll Be Home for Christmas                | Michael Greiser                       | Film de televiziune                                                    |
| 1998    | Kelly Kelly                               | Doug Kelly                            | 7 episoade                                                             |
| 1998    | 30 Years to Life                          | Vincent Dawson                        | Film de televiziune                                                    |
| 1999    | The Outer Limits                          | Dr. Peter Halstead                    | Episodul: "Donor"                                                      |
| 2000    | Deadly Appearances                        | Andy Boychuk                          | Film de televiziune                                                    |
| 2000    | That '70s Show                            | Bud Hyde                              | 2 episoade                                                             |
| 2001    | Bette                                     | Roy                                   | 2 episoade                                                             |
| 2001    | The Retrievers                            | Tom Lowry                             | Film de televiziune                                                    |
| 2002    | Spin City                                 | Los Angeles Mayor Stone Taylor        | Episodul: "A Tale of Four Cities"                                      |
| 2002    | The Santa Trap                            | Bill Emerson                          | Film de televiziune                                                    |
| 2003    | Robbery Homicide Division                 | Eddie                                 | Episodul: "Hellbound Train"                                            |
| 2012    | Shooting Gallery                          | Robert Hays                           | Episodul: "Survival Trail"                                             |
| 2014    | Sharknado 2: The Second One               | Captain Bob Wilson                    | Film de televiziune                                                    |
| 2020    | Smartphone Theatre                        | Jonathan 'Johnny' Cooper              | Episodul: "Holy Water"                                                 |

## Producător
| An   | Titlu                   | Funcție      | Note                 |
| ---- | ----------------------- | ------------ | -------------------- |
| 1986 | Starman                 | Regizor      | Episodul: "The Test" |
| 1998 | Kelly Kelly             | Coproducător |                      |
| 2001 | Sex and a Girl          | Producător   |                      |
| 2007 | Nicky's Birthday Camera | Producător   |                      |